# Inari (mytologie)

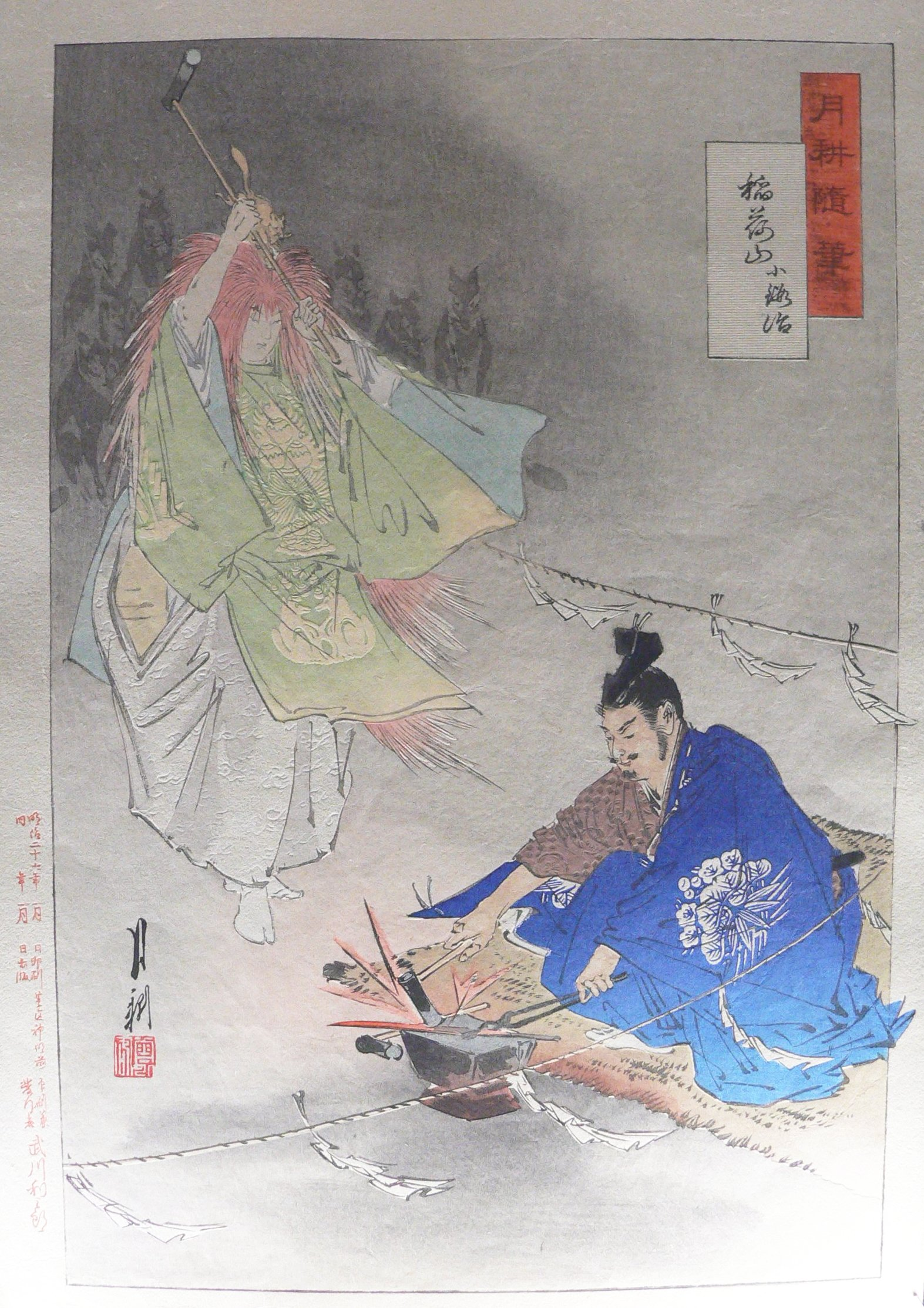
Inari, která se zjevila kováři, aby mu pomohla při práci

Inari Ókami (稲荷大神, také Oinari) je japonské kami (tj. božstvo) lišek, plodnosti, rýže, čaje a saké, zemědělství a průmyslu, všeobecného blahobytu a úspěchu a je jedním z hlavních kami v šintó. V minulosti byla v Japonsku Inari patronkou zbrojířů a obchodníků. Božstvo Inari bývá zobrazováno jako žena, muž či androgynní bytost a někdy se považuje za ztělesnění tří až pěti jednotlivých kami. Proto je obtížné o Inari v češtině mluvit pouze v jednom rodě. Počátek uctívání Inari sahá až k založení svatyně na hoře Inari v roce 711, ale někteří vědci věří, že začalo už v pozdním 5. století.
Uctívání Inari se v Japonsku rozšířilo v období Edo a v 16. století už byla patronkou kovářů a ochránkyní válečníků. Významně vystupuje jak v šintó, tak v buddhismu. Více než jedna třetina (32 000) svatyní šintó v Japonsku je zasvěcená právě božstvu Inari. I moderní společnosti, jako kosmetická firma Shiseido, stále považují Inari za svou patronku a zasvěcují jí svatyně ve svém firemním sídle.
Jejími posly jsou lišky kicune, které mají čistě bílou srst a údajně magické schopnosti.

## Zobrazování
Božstvo Inari bývá zobrazováno někdy jako muž, jindy jako žena. Nejčastěji je znázorňováno jako mladá bohyně jídla, starý muž nesoucí rýži nebo jako androgynní bódhisattva. Neexistuje jediný správný způsob a pohlaví Inari se liší podle místních náboženských tradic a individuálního přesvědčení. Kvůli úzké spojitosti s liškami kicune existuje i rozšířená víra, že samotná Inari je liškou, přestože to jak šintoističtí, tak buddhističtí duchovní popírají. Inari se objevuje také v podobě hada či draka a jeden lidový příběh popisuje, jak se zjevila jako nestvůrný pavouk zlému muži, aby mu udělila lekci.
Někdy bývá Inari ztotožňována s jinými mytologickými postavami. Někteří vědci tvrdí, že vystupuje v tradiční japonské mytologii jako Ukanomitama nebo jako Ógetsu-Hime z kroniky Kodžiki, další ji spojují s postavou bohyně Tojóke. Bývá také ztotožňována se všemi ostatními kami obilí.
Ženský aspekt Inari bývá spojován či sjednocován s buddhistickým božstvem Dakiniten, které je japonským vtělením indického božstva dakini nebo s bohyní Benzaiten z tzv. Sedmi šťastných božstev. Dakiniten bývá zobrazována jako žena nebo jako androgynní bódhisattva, jedoucí na létající bílé lišce. Kami Inari začala být nejspíš spojována s buddhismem v 8. století, když Kúkai, buddhistický mnich a zakladatel buddhistické školy Šingon, převzal vedení chrámu Tódži a zvolil Inari za jeho ochránkyni. Proto je Inari dodnes úzce spojována s buddhismem školy Šingon.
Inari je často uctívána jako soubor tří kami (tzv. Inari sanza). Od období Kamakura se toto číslo někdy zvyšuje na pět božstev (tzv. Inari goza). Nicméně jednotlivá kami v nich se během historie měnila. Podle záznamů z Fušimi Inari, nejstarší a nejspíš nejvýznamnější svatyně Inari, mezi tato kami patřili, kromě již zmíněných božstev potravin, také Izanagi, Izanami, Ninigi a Wakumusubi. Dnes se ve svatyni Fušimi Inari uctívají společně s Inari božstva Ukanomitama, Sarutahiko, Omijanome, Tanaka a Ši. Jenže ve druhé nejstarší svatyni Inari, Takekoma Inari, sídlí trojice božstev Ukanomitama, Ukemočii, a Wakumusubi. Podle středověkého dokumentu Nidžúni šaki do trojice patří kami Ómiyame no mikoto (voda), Ukanomitama no mikoto (obilí) a Sarutahiko no mikami (země).
Hlavními symboly Inari jsou liška a šperk plnící přání. Mezi další běžné symboly, se kterými je zobrazována Inari (a někdy i její kicune), patří srp, snop či pytel rýže a meč. Patří jim také bič, který, přestože ho zřídkakdy používají, má moc spálit lidem úrodu rýže.

## Historie
Počátky uctívání kami Inari nejsou úplně jasné. První zápis znaků kandži pro jméno Inari, které doslova znamená "nesoucí rýži" či "náklad rýže", se objevil v textu Ruidžú Kokuši v roce 892. Už dříve byly použity zápisy jména Inari v jiné kombinaci znaků, většinou nesoucí význam spojený s rýží, a vědci se shodují, že samotné jméno Inari pochází z výrazu ine-nari (pěstování rýže) (稲成り?). Počátek uctívání Inari se datuje do roku 711, kdy byla oficiálně založena svatyně na hoře Inari ve Fušimi v Kjótu. Jiní, jako Kazuo Higo, věří, že uctívání bylo praktikováno už celá staletí předtím. Tvrdí, že rod Hata začal s oficiálním uctíváním Inari, jako kami zemědělství, už v pozdním 5. století. Samotné jméno Inari se v klasické japonské mytologii neobjevuje.
V období Heian se uctívání Inari začalo šířit. V roce 823 svěřil císař Saga chrám Tódži Kúkaiovi, zakladateli buddhistické školy Šingon, a ten určil Inari za ochranné kami chrámu. V roce 827 byl Inari u dvora přidělen nižší pátý stupeň, což posílalo její popularitu v hlavním městě. Dvorský stupeň Inari se dál zvyšoval a v roce 942 jí císař Suzaku udělil nejvyšší stupeň jako poděkování za potlačení povstání. Svatyně Fušimi Inari-taiša tehdy patřila ke dvaceti dvěma svatyním pod císařskou záštitou, což byla veliká čest. Druhá svatyně Inari, Takekoma Inari, byla založena ke konci 9. století.
Popularita Inari dále rostla. Svatyně Fušimi, kam se už dřív konaly poutě, získala velkou prestiž, když se stala v roce 1072 císařským poutním místem. A kolem roku 1338 údajně festival konaný ve svatyni soupeřil ve velkoleposti se slavným festivalem v Gionu.
V roce 1468, během války Ónin, byl celý komplex svatyně Fušimi vypálen. Přestavba trvala asi třicet let a nová svatyně byla vysvěcena v roce 1499. Ve staré svatyni byla uctívána tři božstva v oddělených budovách, zatímco v novém komplexu sídlilo pět kami v jediné budově. V nové svatyni byla také poprvé postavena i budova buddhistického chrámu a dědičné pozice duchovních byly rozšířeny, aby zahrnuly i rod Kada.
Během období Edo se uctívání Inari rozšířilo po celém Japonsku, zvláště v hlavním městě Edu. Smyers to připisuje častému cestování feudálních pánů daimjó. V 6. století se Inari stala patronkou zbrojířů a ochránkyní válečníků (proto je svatyně Inari součástí mnoha japonských hradů) a vždy když se daimjóové stěhovali do jiné provincie, nesli si víru ve své ochranné kami s sebou. Božské funkce Inari se dál rozšiřovaly. Na pobřeží se stala ochránkyní rybářů, v hlavním městě Edu zase zabraňovala požárům.Stala se také patronkou herců a prostitutek, protože její svatyně se často nacházely blízko zábavních čtvrtí, kde tito lidé žili. Začala být uctívána jako kami plnící touhy, bohyně štěstí a hojnosti. V Ósace se říkalo „Byō Kōbō, yoku Inari“ („Za uzdravení [se modli ke] „Kóbó“, o splnění tužeb [žádej] Inari“) . Ironií je, že byla žádána také o pevné zdraví, uměla prý léčit vše od kašle, přes bolesti zubů a zlomené kosti až po syfilis. Ženy také žádali Inari o narození dětí.
Když vláda nařídila oddělení buddhismu a šintó, dotklo se to mnohých svatyní Inari. Např. ve Fušimi Inari byly strženy jednoznačně buddhistické budovy. Ovšem mezi běžným lidem dál pokračovalo vyznávání Inari ve smíšené formě. Některé buddhistické chrámy, jako Tojokawa Inari, zachovaly uctívání Inari tím, že prohlásily, že byly vždy zasvěcené buddhistickému božstvu (nejčastěji Dakiniten), které jen obyčejní lidé nesprávně považovali za Inari.
V období Tokugawa, když peníze nahradily rýži jako znak bohatství, začala být Inari připisována moc nad všemi aspekty financí, obchodu a průmyslu. Na počátku 18. století razili dělníci v mincovně ve čtvrti Ginza mince se dvěma liškami a šperkem, nebo se znaky pro dlouhý život a štěstí, jako oběť pro Inari.

## Svatyně a oběti
Inari je populárním božstvem se svatyněmi a chrámy rozsetými po celém Japonsku. Podle průzkumu National Association of Shinto Shrines („Národní asociace svatyní šintó“) z roku 1985 bylo 32 000 svatyní, tedy více než celá jedna třetina svatyní šintó v Japonsku, zasvěcená právě Inari. Toto číslo navíc zahrnuje pouze svatyně, které mají stálého kněze. Pokud by se počítaly i malé svatyňky u silnic a polí, domácí oltáře nebo svatyně ve firmách, menší svatyně bez stálého duchovního a buddhistické chrámy, vzrostlo by toto číslo alespoň o jeden řád.

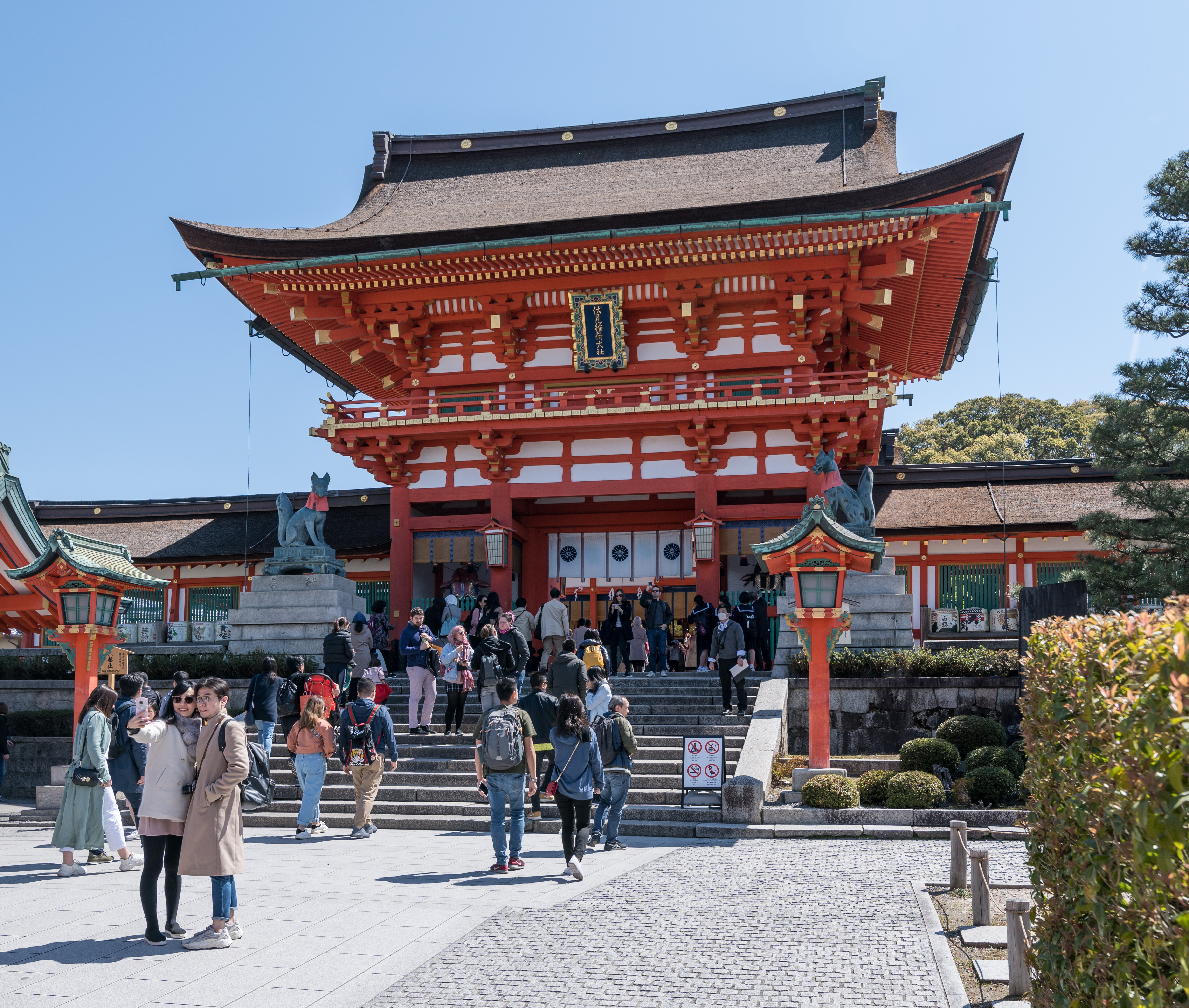
hlavní svatyně Fušimi Inari v Kjótu

Vstup do svatyně Inari je většinou označen jednou či více červenými branami torii a sochami kicune, které často věřící z úcty zdobí červenými bryndáčky yodarekake. Samotná červená barva začala být spojována s Inari, kvůli její převaze ve svatyních Inari a na branách torii. Za hlavní svatyni je považována svatyně Fušimi Inari ve Fušimi v Kjótu, kde je celá cesta k samotné svatyni značená branami torii. Sochy kicune jsou občas považovány za vtělení Inari a typicky se objevují v páru, symbolizující muže a ženu. Tyto sochy lišek drží symbolický předmět v tlamě nebo pod přední tlapou — nejčastěji šperk a klíč, ale snop rýže, svitek a liščí mládě jsou také běžné. V naprosté většině byť sebemenších svatyní Inari naleznete alespoň jeden pár těchto soch, nejčastěji po stranách, na oltáři nebo před hlavní svatyní. Bývají spíše stylizované než realistické a zobrazují lišku usazenou, s ocasem ve vzduchu a hledící vpřed. Přesto se každá socha něčím liší a stěží najdete dvě stejné.
Lidé do svatyně přinášejí rýži, saké a jiná jídla, aby potěšily právě tyto posly kicune, od kterých na oplátku očekávají, že se za ně přimluví u Inari. Jinou oblíbenou obětinou je Inari-zushi, kombinace rýže a smaženého tofu. Smažené tofu je totiž prý oblíbené jídlo japonských lišek a taštička Inari-zushi má navíc špičaté rohy, které připomínají uši. Není zvykem, aby kněží nabízeli tato jídla božstvu, ale je běžné, že vstup do svatyně lemují stánky prodávající smažené tofu návštěvníkům jako vhodný dar pro kamii. Někteří věřící darují svatyním sochu lišky a čas od času svatyně dostane darem lišku plyšovou nebo vycpanou. Kdysi byly v některých svatyních uctívány i živé lišky, ale to se již dnes nepraktikuje.

## Festival
Tradiční festival Inari se konal na první den koně (tedy šestý den) druhého měsíce (nigatsu no hatsuuma) lunisolárního kalendáře.
V některých místech na Kjúšú začíná festival pět dní před listopadovým úplňkem, občas celý týden. Festival je doprovázen každodenním darováním rýžových produktů svatyním Inari a získáváním talismanů, tzv. omamori.